# رابرات میلسوم
رابرات میلسوم (انگلیسی: Robert Milsom؛ زادهٔ ۲ ژانویهٔ ۱۹۸۷) بازیکن فوتبال اهل بریتانیا است.
از باشگاه‌هایی که در آن بازی کرده‌است می‌توان به باشگاه فوتبال فولام، باشگاه فوتبال تورون پالوسئورا، باشگاه فوتبال برنتفورد، باشگاه فوتبال بری، باشگاه فوتبال روترهام یونایتد، باشگاه فوتبال ساوتند یونایتد، باشگاه فوتبال نوتس کانتی، و باشگاه فوتبال آبردین اشاره کرد.